# اوبرزیمتن
اوبرزیمتن (به آلمانی: Obersimten) یک شهر در آلمان است که در زودوستپفالتس واقع شده‌است. اوبرزیمتن ۶۶۴ نفر جمعیت دارد.